# Channallabes apus
Channallabes apus ist eine Fischart aus der Familie der Kiemensackwelse (Clariidae), die vom Kouilou in der Republik Kongo über das Kongobecken und das Stromgebiet des Kasai bis zum Loge in Angola vorkommt.

## Merkmale
Channallabes apus wird knapp über 40 cm lang und hat einen aalartig langgestreckten Körper. Die Körperhöhe liegt im Durchschnitt nur bei 5 % (2,5–9,6 %) der Standardlänge. Der Kopf hat in der Regel eine Länge von ca. 9 % der Standardlänge. Die Fische sind hell bis dunkelbraun gefärbt, wobei die Oberseite dunkler ist als die Bauchseite. Die unpaaren Flossen haben die gleiche Farbe wie der Körper, die paarigen sind in der Regel heller. Die Augen sind klein.
Die lange Rückenflosse wird von mindestens 105 Weichstrahlen gestützt, bei der Afterflosse sind es 118 oder mehr. Rücken- und Afterflosse sind mit der Schwanzflosse zu einem durchgehenden Flossensaum zusammengewachsen. Brustflossen können vorhanden sein oder fehlen. Wenn vorhanden liegt die Länge der Bauchflosse bei 2,5 bis 40 % der Kopflänge. Die Bauchflossen fehlen bei den meisten Exemplaren. Es gibt jedoch auch Individuen, bei denen eine oder beide Bauchflossen vorhanden sind. Wenn vorhanden liegt die Länge der Bauchflosse bei 15 bis 30 % der Kopflänge. Die Anzahl der Wirbel liegt bei 76 bis 117.

## Lebensraum
Channallabes apus lebt in Flüssen und Regenwaldsümpfen aber auch in schnell strömenden Bächen und in Stromschnellen. Die meiste Zeit halten sich die Tiere versteckt zwischen Wurzeln und versunkenem Holz auf. Sie sind Allesfresser und können tierische Beute schlängelnd bis aufs Ufer verfolgen.

## Systematik
Die Art wurde 1873 durch den deutschen Ichthyologen Albert Günther unter der Bezeichnung Gymnallabes apus erstmals wissenschaftlich beschrieben. Die Terra typica liegt in der Nähe von Ambriz in Angola. Zusammen mit der Art beschrieb Günther Channallabes als Untergattung von Gymnallabes. Heute gilt Channallabes als eigenständige Gattung mit Channallabes apus als Typusart und fünf weiteren Arten.

## Belege
1. 1 2 3  Melanie L. J. Stiassny, Guy G. Teugels, Carl D. Hopkins: The Fresh and Brackish Water Fishes of Lower Guinea, West-Central Africa. Band 1. Muséum national d’histoire naturelle / Musée royal de l’Afrique Centrale, Paris / Tervuren 2007, ISBN 978-9-0747-5220-6, S. 657–660 (PDF; 66,6 MB).
2. 1 2  Channallabes apus auf Fishbase.org (englisch)
3. ↑  Channallabes apus im Catalog of Fishes (englisch)
4. ↑  Channallabes im Catalog of Fishes (englisch)
5. ↑  Channallabes auf Fishbase.org (englisch)